# Famille Horkhang
La famille Horkhang est le nom personnel tibétain (tibétain : ཧོར་ཁང་, Wylie : hor khang) d'une famille tibétaine devenue noble, classée dans la 3e strate de l'aristocratie tibétaine, les « hommes puissants » (tibétain : མི་དྲགས, Wylie : mi drags), comportant 15 ou 16 familles dont des membres avaient été promus pour leur faits d'armes, et étaient fréquemment nommés au plus hautes fonctions du gouvernement. Le domaine principal de la famille était Gyama Trikhang, le lieu de naissance du roi Songtsen Gampo.

## Membres
- Champala, nonne[3],[2].
- Ngabo Ngawang Jigme, homme politique tibétain, fils naturel de la nonne Champala et d'un moine fonctionnaire d'une autre famille noble[2].
- Horkhang Sonam Palbar (1919 - 1994), un érudit tibétain, frère de Ngabo Ngawang Jigme.